# Nikolai Iwanowitsch Spiridonow

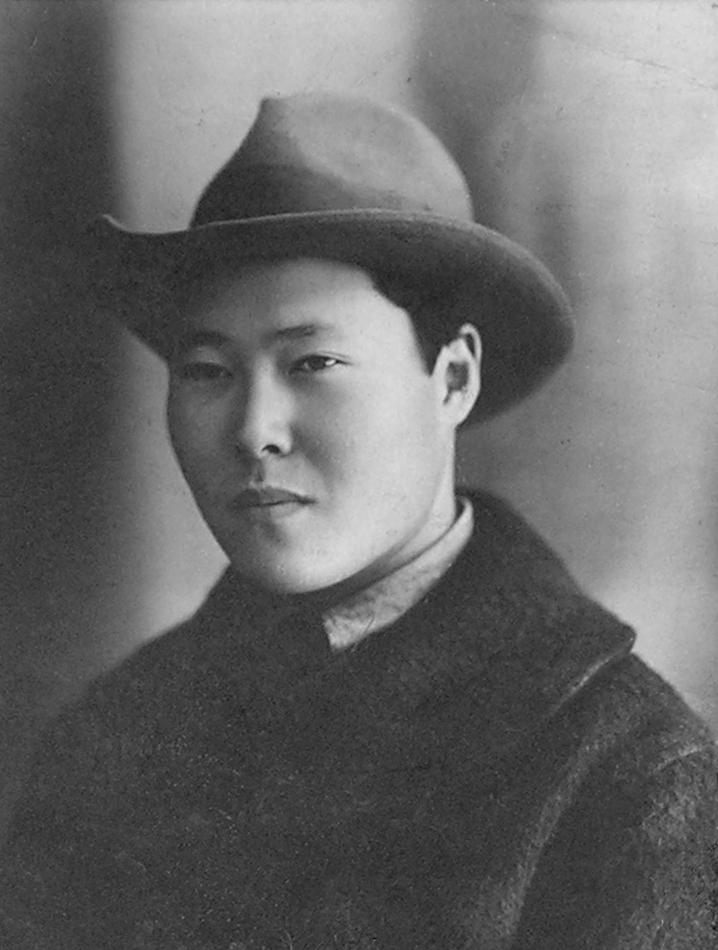
Nikolai Spiridonow in den späten 1920ern

Nikolai Iwanowitsch Spiridonow (russisch Николай Иванович Спиридонов; * 9. Maijul. / 22. Mai 1906greg. nahe Nelemnoje, Oblast Jakutsk, Russisches Kaiserreich; † 17. März oder 14. April 1938 in Leningrad) war ein sowjetischer Ethnograf. Er war der erste Wissenschaftler der indigenen kleinen Völker des russischen Nordens und unter dem Pseudonym Tėki Odulok (Тэки Одулок) der erste jukagirische Schriftsteller.

## Leben
Nikolai Spiridonow wurde 1906 im Nomadenlager Ottur-Kjuol am Ufer der Jassatschnaja in Jakutien geboren. Seine Eltern, die von Jagd und Fischfang lebten, hatten elf Kinder, von denen nur vier erwachsen wurden. Aus wirtschaftlicher Not gaben ihn seine Eltern als Kind in den Dienst eines russischen Kaufmanns in Srednekolymsk. Auf Anraten eines orthodoxen Priesters wurde er auf die Pfarrschule geschickt. Nach der Errichtung der Sowjetmacht trat er 1921 in den Komsomol ein. Er besuchte 1924 die Parteischule in Jakutsk und wurde 1925 Mitglied der Kommunistischen Partei Russlands (B). 1926 nahm er ein Studium an der Universität Leningrad auf, wo der Ethnograf Wladimir Bogoras sein Lehrer wurde. Schon als Student nahm Spiridonow an wissenschaftlichen Expeditionen an die Kolyma und auf die Tschuktschen-Halbinsel teil und sammelte dabei Material für seine wissenschaftlichen Arbeiten, die ab 1927 erschienen. Als er die Auswüchse der Kollektivierung im sibirischen Norden scharf kritisierte, wurde er 1930 zeitweilig aus der Kommunistischen Partei ausgeschlossen. Im selben Jahr erschien in der Zeitschrift Sowjetski Sewer (Sowjetischer Norden) sein Artikel über den im Kolyma-Okrug lebenden Jukagiren-Stamm der Odul, der der sowjetischen ethnografischen Wissenschaft praktisch unbekannt war. Für Band 65 der Großen Sowjetischen Enzyklopädie verfasste er die Artikel „Jukagiren“ und „Jukagirische Sprache“. In dieser Zeit begann er auch an Wörterbüchern der jukagirischen und der ewenischen Sprache zu arbeiten.
1931 schloss Spiridonow sein Studium erfolgreich ab und begann ein Aufbaustudium in Wirtschaftsgeographie am Institut der Völker des Nordens (Институт народов Севера) in Leningrad. Er ging als Mitglied des Organisationskomitees des Regionalen Exekutivkomitees des Fernen Ostens nach Tschukotka, um den Nationalen Kreis der Tschuktschen zu gründen. Dort lebte er unter den Tschuktschen, war sieben Monate in Anadyr sowie an der Prowidenija- und der Sankt-Lorenz-Bucht. 1933 veröffentlichte er den  ethnografischen Aufsatz На крайнем Севере (Im hohen Norden), den er nach seinen Aufzeichnungen während der Expedition von 1927 verfasst hatte. In Form eines Reiseberichts schildert er die Besonderheiten des Lebens der lokalen Bevölkerung, ihre Bräuche und Rituale. 1934 verteidigte Spiridonow seine Dissertation Торговая эксплуатация юкагиров в дореволюционное время (Die wirtschaftliche Ausbeutung der Jukagiren in der vorrevolutionären Zeit) und promovierte zum Kandidaten der Wissenschaften, dem unteren von zwei Doktorgraden in der Sowjetunion. Er war der erste Wissenschaftler, der einem der indigenen Völker des russischen Nordens entstammte.
1934 erschien Spiridonows wichtigstes literarisches Werk Жизнь Имтеургина старшего (Das Leben von Imteurgin dem Älteren). Er veröffentlichte es unter dem Pseudonym Tėki Odulok (jukagirisch „kleiner Jukagire“). Die Geschichte erzählt vom tragischen Schicksal einer Tschuktschenfamilie 20 Jahre vor der Revolution. Das Buch erhielt einen Sonderpreis als eines der besten Kinderbücher des Jahres und wurde zu Lebzeiten des Autors dreimal aufgelegt. Es wurde in mehrere Sprachen übersetzt und erschien 1940 in der Schweiz unter dem Titel Menschen im Schnee. Eine Fortsetzung über Imteurgin den Jüngeren soll als Manuskript vorgelegen haben, ist aber verschollen. Ein Auszug erschien 1937 in der Zeitschrift Pionier als Имтехай у собачьих людей (Imtechai bei den Hundemenschen). Spiridonow war der erste Schriftsteller aus dem Volk der Jukagiren.
Von 1934 bis 1936 war er als Parteisekretär des Rajons Ajano-Maiski am Ochotskischen Meer wieder im Fernen Osten. 1936 kehrte er nach Leningrad zurück und arbeitete im Kinderbuchverlag Detgis.
Nikolai Spiridonow wurde schließlich ein Opfer von Stalins „Großer Säuberung“. Am 30. April 1937 wurde er gemeinsam mit neun weiteren Wissenschaftlern des Instituts der Völker des Nordens verhaftet. Ihnen wurde vorgeworfen, Spionage im Auftrag Japans betrieben zu haben. Das Militärgericht in Leningrad verurteilte ihn im Januar 1938 als Konterrevolutionär und japanischen Spion zum Tode. Das Urteil wurde am 16. März 1938 vom Obersten Gericht der UdSSR bestätigt und am darauffolgenden Tag vollstreckt. Manche Quellen nennen abweichend den 14. April als Todestag. Spiridonows Ehefrau Olga Nikolajewna Spiridonowa wurde nach Nolinsk verbannt. Sie gab den gemeinsamen Sohn Nikolai in die Familie ihrer Schwester, die ihn adoptierte. Er wurde Topograf und starb 1995.
Erst nach Stalins Tod wurde Nikolai Spiridonow am 29. Oktober 1955 rehabilitiert. Seitdem erleben seine Bücher neue Auflagen.

## Ehrungen
Straßen in Jakutsk, Syrjanka und Nelemnoje sowie Motorschiffe auf der Lena und Kolyma tragen den Namen Tėki Odulok. 1996 wurde die erste Nationalschule der Jukagiren in Nelemnoje nach ihm benannt.

## Werke
- Одулы (юкагиры) Колымского округа. 1930
- На крайнем Севере. Молодая гвардия, 1933
- Торговая эксплуатация юкагиров в дореволюционное время. Dissertation, 1934
- Жизнь Имтеургина старшего. 1934 (Menschen im Schnee, Schweizerisches Jugendschriftenwerk, Zürich 1940)
- Имтехай у собачьих людей. 1937